# مسابقات مائوریس ری ولو
مسابقات مائوریس ری ولو (انگلیسی: Maurice Revello Tournament) یک رویداد فوتبال است که بین تیم‌های زیر ۲۱ سال پسران در شهر تولون فرانسه به صورت سالانه برگزار می‌شود. به دلیل برگزاری مسابقات در شهر تولون فرانسه تا سال ۲۰۱۹ این مسابقات به مسابقات تولون معروف بود و بعد از آن تغییر نام داد. در سال ۱۹۶۷ بین باشگاه‌ها برگزار شد ولی از دومین دوره در سال ۱۹۷۴ به تیم‌های ملی جوانان و امید محدود شد. از سال ۲۰۱۸ و هم ارز با این رقابت‌ها، مسابقاتی برای جوانان دختر با نام Sud Ladies Cup در فرانسه برگزار می‌شود.

## نتایج
| #  | سال  | تیم | قهرمان                | نتیجه                 | نایب قهرمان                     | سوم                                                       | نتیجه                                                     | چهارم                                                     |
| -- | ---- | --- | --------------------- | --------------------- | ------------------------------- | --------------------------------------------------------- | --------------------------------------------------------- | --------------------------------------------------------- |
| ۱  | 1967 | ۶   | باشگاه فوتبال اندرلشت | ۱–۰                   | باشگاه فوتبال اسلوان براتیسلاوا | No third place match                                      | No third place match                                      | No third place match                                      |
| ۲  | ۱۹۷۴ | ۸   | لهستان                | ۱–۱*                  | مجارستان                        | چکسلواکی                                                  | ۳–۲*                                                      | برزیل                                                     |
| ۳  | 1975 | ۸   | آرژانتین              | ۱–۰                   | فرانسه                          | ایتالیا                                                   | ۲–۰                                                       | مکزیک                                                     |
| ۴  | ۱۹۷۶ | ۸   | بلغارستان             | ۳–۲                   | فرانسه                          | مکزیک                                                     | ۲-۱                                                       | پرتغال                                                    |
| ۵  | ۱۹۷۷ | ۸   | فرانسه                | ۱–۰                   | بلغارستان                       | هلند                                                      | ۳–۱                                                       | مجارستان                                                  |
| ۶  | ۱۹۷۸ | ۸   | مجارستان              | ۴–۳                   | فرانسه                          | هلند                                                      | ۲–۱                                                       | مکزیک                                                     |
| ۷  | ۱۹۷۹ | ۸   | اتحاد جماهیر شوروی    | ۲–۰                   | هلند                            | مجارستان                                                  | ۲–۰                                                       | فرانسه                                                    |
| ۸  | ۱۹۸۰ | ۸   | برزیل                 | ۲–۱                   | فرانسه                          | چکسلواکی                                                  | ۱–۱                                                       | اتحاد جماهیر شوروی                                        |
| ۹  | ۱۹۸۱ | ۸   | برزیل                 | ۲–۰                   | چکسلواکی                        | اتحاد جماهیر شوروی                                        | ۰–۰                                                       | فرانسه                                                    |
| ۱۰ | ۱۹۸۲ | ۸   | یوگسلاوی              | ۲–۲                   | چکسلواکی                        | هلند                                                      | ۱–۱                                                       | آلمان شرقی                                                |
| ۱۱ | ۱۹۸۳ | ۸   | برزیل                 | ۱–۱                   | آرژانتین                        | فرانسه                                                    | 0–0 (4–3 (پ)                                              | آلمان                                                     |
| ۱۲ | ۱۹۸۴ | ۸   | فرانسه                | ۱–۱                   | اتحاد جماهیر شوروی              | چکسلواکی                                                  | ۲–۰                                                       | هلند                                                      |
| ۱۳ | ۱۹۸۵ | ۸   | فرانسه                | ۳–۱                   | انگلستان                        | اسپانیا                                                   | ۱–۰                                                       | کامرون                                                    |
| ۱۴ | ۱۹۸۶ | ۸   | بلغارستان             | ۱–۰                   | فرانسه                          | اتحاد جماهیر شوروی                                        | ۲–۱                                                       | پرتغال                                                    |
| ۱۵ | ۱۹۸۷ | ۸   | فرانسه                | ۱–۱                   | بلغارستان                       | برزیل                                                     | ۱–۰                                                       | اتحاد جماهیر شوروی                                        |
| ۱۶ | ۱۹۸۸ | ۸   | فرانسه                | ۴–۲                   | انگلستان                        | بلغارستان                                                 | 1–1 (5–4 (پ)                                              | اتحاد جماهیر شوروی                                        |
| ۱۷ | ۱۹۸۹ | ۸   | فرانسه                | ۳–۰                   | بلغارستان                       | ایالات متحده آمریکا                                       | ۲–۰                                                       | انگلستان                                                  |
| ۱۸ | ۱۹۹۰ | ۸   | انگلستان              | ۲–۱                   | چکسلواکی                        | برزیل                                                     | ۲–۱                                                       | پرتغال                                                    |
| ۱۹ | ۱۹۹۱ | ۸   | انگلستان              | ۱–۰                   | فرانسه                          | No third place playoff match played between 1991 and 1997 | No third place playoff match played between 1991 and 1997 | No third place playoff match played between 1991 and 1997 |
| ۲۰ | ۱۹۹۲ | ۸   | پرتغال                | ۲–۱                   | یوگسلاوی                        | No third place playoff match played between 1991 and 1997 | No third place playoff match played between 1991 and 1997 | No third place playoff match played between 1991 and 1997 |
| ۲۱ | ۱۹۹۳ | ۸   | انگلستان              | ۱–۰                   | فرانسه                          | No third place playoff match played between 1991 and 1997 | No third place playoff match played between 1991 and 1997 | No third place playoff match played between 1991 and 1997 |
| ۲۲ | ۱۹۹۴ | ۸   | انگلستان              | ۲–۰                   | پرتغال                          | No third place playoff match played between 1991 and 1997 | No third place playoff match played between 1991 and 1997 | No third place playoff match played between 1991 and 1997 |
| ۲۳ | ۱۹۹۵ | ۸   | برزیل                 | ۱–۰                   | فرانسه                          | No third place playoff match played between 1991 and 1997 | No third place playoff match played between 1991 and 1997 | No third place playoff match played between 1991 and 1997 |
| ۲۴ | ۱۹۹۶ | ۱۰  | برزیل                 | ۱–۱                   | فرانسه                          | No third place playoff match played between 1991 and 1997 | No third place playoff match played between 1991 and 1997 | No third place playoff match played between 1991 and 1997 |
| ۲۵ | ۱۹۹۷ | ۱۰  | فرانسه                | ۲–۱                   | پرتغال                          | No third place playoff match played between 1991 and 1997 | No third place playoff match played between 1991 and 1997 | No third place playoff match played between 1991 and 1997 |
| ۲۶ | ۱۹۹۸ | ۸   | آرژانتین              | ۲–۰                   | فرانسه                          | پرتغال                                                    | ۲–۰                                                       | چین                                                       |
| ۲۷ | ۱۹۹۹ | ۸   | کلمبیا                | 1–1 (و.ا.) (6–5 (پ)   | آرژانتین                        | فرانسه                                                    | ۳–۲                                                       | مکزیک                                                     |
| ۲۸ | ۲۰۰۰ | ۸   | کلمبیا                | ۱–۱ گل طلایی (3–1 (پ) | پرتغال                          | ایتالیا                                                   | ۱–۰                                                       | ساحل عاج                                                  |
| ۲۹ | ۲۰۰۱ | ۸   | پرتغال                | ۲–۱                   | کلمبیا                          | فرانسه                                                    | ۲–۰                                                       | هلند                                                      |
| ۳۰ | ۲۰۰۲ | ۱۰  | برزیل                 | ۲–۰                   | ایتالیا                         | ژاپن                                                      | 0–0 (5–4 (پ)                                              | انگلستان                                                  |
| ۳۱ | ۲۰۰۳ | ۱۰  | پرتغال                | ۳–۱                   | ایتالیا                         | آرژانتین                                                  | ۱–۰                                                       | مکزیک                                                     |
| ۳۲ | ۲۰۰۴ | ۸   | فرانسه                | ۱–۰                   | سوئد                            | چین                                                       | ۱–۰                                                       | برزیل                                                     |
| ۳۳ | ۲۰۰۵ | ۸   | فرانسه                | ۴–۱                   | پرتغال                          | انگلستان                                                  | 1–1 (3–2 (پ)                                              | مکزیک                                                     |
| ۳۴ | ۲۰۰۶ | ۸   | فرانسه                | 0–0 (و.ا.) (5–3 (پ)   | هلند                            | پرتغال                                                    | ۱–۰                                                       | چین                                                       |
| ۳۵ | ۲۰۰۷ | ۸   | فرانسه                | ۳–۱                   | چین                             | ساحل عاج                                                  | 0–0 (و.ا.) (5–4 (پ)                                       | پرتغال                                                    |
| ۳۶ | ۲۰۰۸ | ۸   | ایتالیا               | ۱–۰                   | شیلی                            | ساحل عاج                                                  | 2–2 (و.ا.) (4–3 (پ)                                       | ژاپن                                                      |
| ۳۷ | ۲۰۰۹ | ۸   | شیلی                  | ۱–۰                   | فرانسه                          | آرژانتین                                                  | ۱–۰                                                       | هلند                                                      |
| ۳۸ | ۲۰۱۰ | ۸   | ساحل عاج              | ۳–۲                   | دانمارک                         | فرانسه                                                    | ۲–۱                                                       | شیلی                                                      |
| ۳۹ | ۲۰۱۱ | ۸   | کلمبیا                | 1–1 (و.ا.) (3–1 (پ)   | فرانسه                          | ایتالیا                                                   | 1–1 (5–4 (پ)                                              | مکزیک                                                     |
| ۴۰ | ۲۰۱۲ | ۸   | مکزیک                 | ۳–۰                   | ترکیه                           | هلند                                                      | ۳–۲                                                       | فرانسه                                                    |
| ۴۱ | ۲۰۱۳ | ۱۰  | برزیل                 | ۱–۰                   | کلمبیا                          | فرانسه                                                    | ۲–۱                                                       | پرتغال                                                    |
| ۴۲ | ۲۰۱۴ | ۱۰  | برزیل                 | ۵–۲                   | فرانسه                          | پرتغال                                                    | ۱–۰                                                       | انگلستان                                                  |
| ۴۳ | ۲۰۱۵ | ۱۰  | فرانسه                | ۳–۱                   | مراکش                           | ایالات متحده آمریکا                                       | ۲–۱                                                       | انگلستان                                                  |
| ۴۴ | ۲۰۱۶ | ۱۰  | انگلستان              | ۲–۱                   | فرانسه                          | پرتغال                                                    | 1–1 (4–2 (پ)                                              | چک                                                        |
| ۴۵ | ۲۰۱۷ | ۱۲  | انگلستان              | 1–1 (5–3 (پ)          | ساحل عاج                        | اسکاتلند                                                  | ۳–۰                                                       | چک                                                        |